# Kılıçlı, Beykoz
Kılıçlı là một xã thuộc huyện Beykoz, tỉnh Istanbul, Thổ Nhĩ Kỳ. Dân số thời điểm năm 2010 là 583 người.